# Печеня
Пече́ня — м'ясна страва, запечене або смажене м'ясо.
Печеня (печінка) — поряд з душениною популярна м'ясна страва. М'ясо (переважно свинину) підсмажували з цибулею на сковороді, потім тушкували у горщику з корінням і спеціями, іноді додаючи для смаку сметану, квас-сирівець або сироватку. Соус із печені дуже цінувався. Іноді печеню тушкували разом із картоплею, але частіше нею поливали варену картоплю, каші.
Печеня входила до складу майже всіх урочистих гостин, які відбувалися не у піст. З другої третини XX століття печеню стали вдосконалювати додаванням помідорів чи томатного соусу.

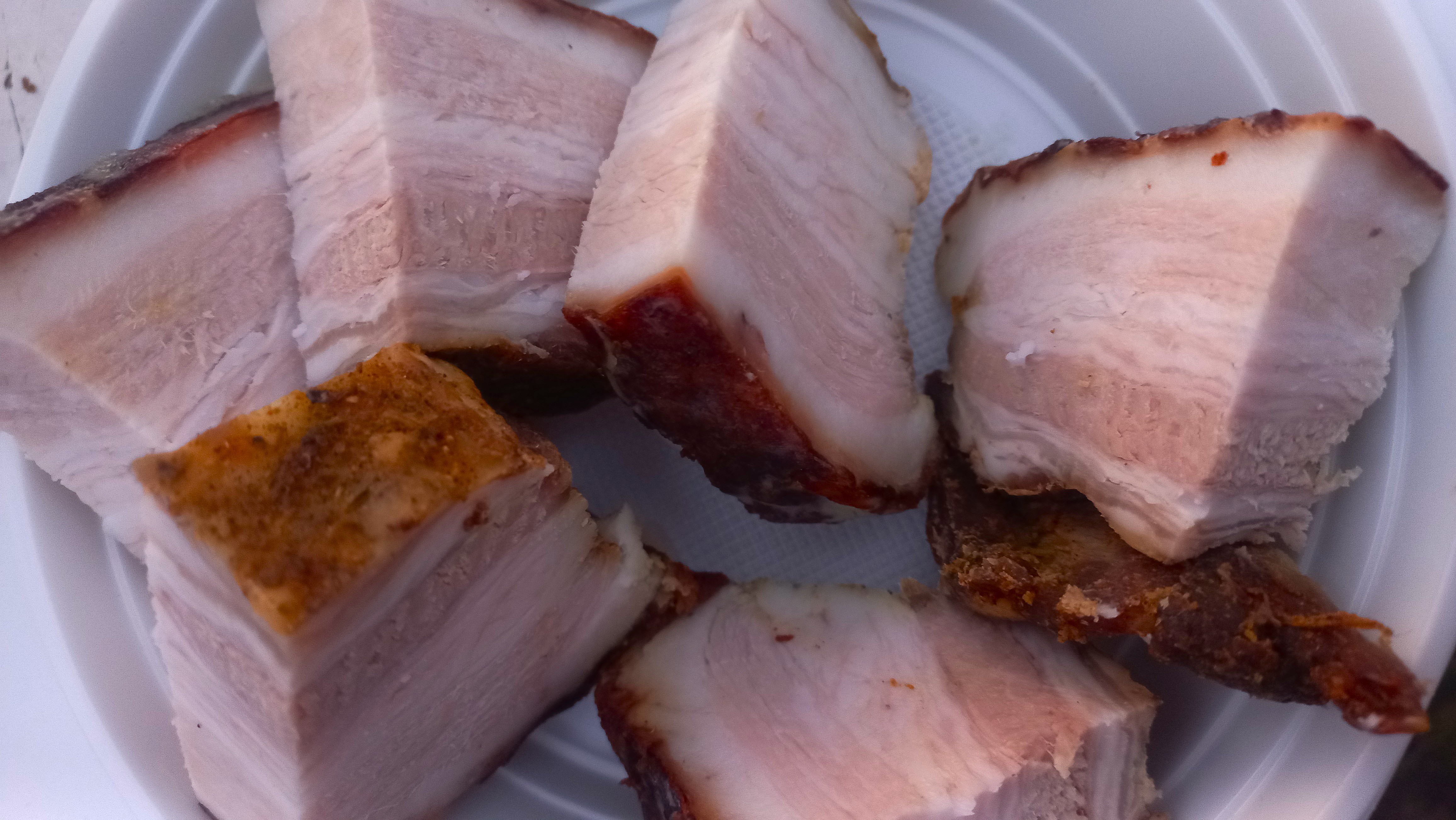
Печене сало